# 王明扬
王明扬（1913年—1942年），又名炳康，化名王平、王超然，男，浙江宁波人，中国政治人物，曾任中共浙南特委组织部部长，中共浙闽边区办事处主任。

## 家庭
妻子任曼君。